# 린지 패리스
린지 패리스(Lindsay Farris, 1985년 10월 18일 ~ )는 오스트레일리아의 배우이다.

## 출연 작품
- 갓 오브 이집트 (2016)
- 비르투오소 (2015)
- 쉬프트 (2014)
- 크로스헤어즈 (2011)
- 배드 비헤이벼 (2010)
- 프라이멀 (2009)
- 라디오 해적방송 (2008)
- 올 세인츠 (1998)